# Хохлово (Ардатовский район)
Хохло́во — село в Ардатовском районе Нижегородской области России. Входит в состав Хрипуновского сельсовета.

## Этимология
Вероятно, село названо по национальности его основателей. Хохлами называли украинцев и в частности — казаков, что связано с их причёсками. Возможно, после Казанских походов царя Ивана Грозного часть бывших в его войске казаков осело на вновь завоёванных территориях.

## Географическое положение
Село Хохлово находится на юго-западе Нижегородской области России, на обоих берегах реки Иржи. Административный центр муниципального округа Ардатов находится в 18 км к западу от Хохлова. Село соединено просёлочными дорогами на севере — с селом Заречным (расстояние 3 км), на северо-востоке — с селом Кологреево (3 км), на востоке — с деревней Силино (3 км), на юге — с покинутым посёлком Мызой (3 км), на юго-западе — с деревней Малиновкой (2 км). К северу и к югу от села имеются небольшие овраги. Высота над уровнем моря около 129 метров.
Село Хохлово, как и вся Нижегородская область, находится в часовой зоне МСК (московское время). Смещение применяемого времени относительно UTC составляет +3:00.

## Административная принадлежность
Село Хохлово входит в состав Хрипуновского сельсовета Ардатовского муниципального округа Нижегородской области Российской Федерации.

## Климат
Село находится в зоне умеренно-континентального климата, который характеризуется холодной продолжительной зимой и тёплым, но достаточно коротким летом. За год выпадает в среднем 450—550 мм осадков, из них 68 % — в виде дождя и 32 % — в виде снега. Среднегодовая относительная влажность воздуха — 76 %. Снежный покров достигает 50 см, а в особо снежные зимы может достигать одного метра и более.
Весна приходит резко, обычно к середине апреля, при этом вплоть до середины мая нередки заморозки. Лето сравнительно короткое и достаточно жаркое — в отдельные годы температура может достигать 36 °C. Шапка лета приходится на июль. В конце весны и лета нередки грозы — их может случаться до 20 за год, почти каждый год выпадает град. Осень приходит в сентябре и стоит до начала ноября, но уже в сентябре нередки заморозки. Зима наступает в начале ноября и продолжается до середины марта. Обычно первый снег выпадает в октябре и держится в течение пяти месяцев, сходит к 10—15 апреля. Почва промерзает на глубину 70—90 см.
Вегетационный период составляет 189 дней, продолжительность безморозного периода — 137 дней.

## Население
| Численность населения | Численность населения | Численность населения | Численность населения | Численность населения | Численность населения | Численность населения | Численность населения | Численность населения | Численность населения | Численность населения | Численность населения |
| 1752                  | 1785                  | 1859                  | 1897                  | 1912                  | 1916                  | 1978                  | 1992                  | 1999                  | 2002                  | 2010                  | 2021                  |
| --------------------- | --------------------- | --------------------- | --------------------- | --------------------- | --------------------- | --------------------- | --------------------- | --------------------- | --------------------- | --------------------- | --------------------- |
| 425                   | ↘305                  | ↗531                  | ↗658                  | ↗707                  | ↗774                  | ↘157                  | ↘65                   | ↘46                   | ↗47                   | ↘8                    | ↘1                    |

## Инфраструктура
В селе две улицы: Заречная и Клубная.